# Купер, Джал
Джал Манекджи Купер (англ. Jal Manekji Cooper, 29 марта 1905 — 2 августа 1972, Бомбей) — индийский филателист, а также эксперт в области почтовых марок и истории почты Индии. Джал Купер также был членом Королевского географического общества и автором нескольких филателистических справочников. Он был филателистическим дилером и коллекционером, сотрудничал с такими филателистами, как Ч. Д. Десаи (C. D. Desai), Н. Д. Купер и Робсон Лоу.
Джалу Куперу иногда ошибочно приписывают обнаружение Индийской перевёртки. Репринты 1891 года показывают, что эта перевёртка уже была известна. Э. А. Смидиз (E. A. Smythies) утверждал, что эта перевёртка была впервые обнаружена на собрании Королевского филателистического общества Лондона в 1874 году.

## Память
Филателистическое общество Джала Купера (Jal Cooper Philatelic Society) в Варанаси (Индия), названо в его честь, а Почта Индии выпустила памятную марку номиналом 10 рупий в 1997 году с изображением Д. Купера и индийских почтовых штемпелей, посвящённую филателистической выставке INDEPEX 97.

## Избранные публикации
- Stamps of India, Bombay (1942), 177 pp.; reprint: Bombay (1968).
- Bhutan, Bombay (Sept. 1969)
- Early Indian Cancellations, Bombay (1948) 92 pp.; reprint: Bombay (1993).
- India Used Abroad, Western Printers and Publishers Press of Bombay (1950) 100 pp.; reprinted in India’s Stamp Journal (1972)
- India Used In Burma, Western Printers and Publishers Press of Bombay (1950) 67 pp.